# Els Arcs (Puigpelat)
Els Arcs, o les Parcel·les Loren, és una entitat de població del municipi de Puigpelat, a la comarca de l'Alt Camp. La urbanització se situa a menys d'un quilòmetre del nucli urbà de Puigpelat, al sud-est del terme municipal. La carretera TV-2034, entre Valls i Vilabella, és la seva principal via de comunicació.